# Radiance of the Seas
Die Radiance of the Seas (deutsch: „Strahlen der Meere“, „Leuchten der Meere“) ist das Typschiff einer Serie von vier Panamax-Kreuzfahrtschiffen der „Vantage“-Klasse, die von der US-amerikanischen Reederei Royal Caribbean International betrieben werden. Das Schiff wurde auf der Meyer Werft in Papenburg gebaut und war zum Zeitpunkt der Ablieferung im März 2001 das größte je in Deutschland gebaute Passagierschiff und das erste Kreuzfahrtschiff der Reederei mit turboelektrischer Maschinenanlage. Die Norske Veritas zertifizierte es mit „1 A 1 ‘Passenger Ship’ ECO, RP, Clean Design“ und vermaß es mit 90.090 BRZ. Die Radiance of the Seas war zunächst im Schifffahrtsregister Liberias eingetragen, seit 2002 fährt sie unter der Flagge der Bahamas.

## Geschichte

### Bau und Indienststellung
Mit der Vertragsunterzeichnung über den Bau des ersten Kreuzfahrtschiffes der „Vantage“-Klasse begann am 28. April 1998 die Zusammenarbeit zwischen Royal Caribbean Cruises Ltd. und der Meyer Werft. Knapp zwei Monate später wurde das Schiff mit der Baunummer 655 auf Kiel gelegt. Am 15. Juni 2000 verließ die Radiance of the Seas das Baudock und wurde am Ausrüstungskai der Werft fertiggestellt.
Im Januar 2001 wurde das Schiff über die Ems in die Nordsee überführt. Die Radiance of the Seas war das erste Schiff, das rückwärts über die Ems nach Eemshaven überführt wurde. Durch den Azipod-Antrieb – die Radiance of the Seas ist der erste Neubau einer deutschen Werft mit einem solchen Antrieb – konnte auf diese Weise der Tiefgang um 20 Zentimeter verringert werden.
Die Übergabe an die Reederei erfolgte am 9. März 2001. Das Schiff kam unter der Flagge Liberias mit Heimathafen Monrovia in Fahrt. Das Schiff war zum Zeitpunkt der Ablieferung das größte in Deutschland gebaute Kreuzfahrtschiff. Im Anschluss wurde das Schiff nach Fort Lauderdale überführt. Dort wurde es am 6. April 2001 von Margot L. Pritzker getauft, der Ehefrau von Thomas J. Pritzker, Mitglied des Senior Managements von Royal Caribbean International.

### Einsatz
Nach ihrer Jungfernkreuzfahrt, die am 7. April 2001 begann, wurde die Radiance of the Seas für Kreuzfahrten um Hawaii und im Nordwestpazifik eingesetzt. Seit ihrer Ablieferung befährt das Schiff im Sommer regelmäßig Alaska. Neu seit 2011 sind Kreuzfahrten nach Australien und Neuseeland, wobei auch die Südsee und Hawaii befahren werden.
2002 kam das Schiff unter der Flagge der Bahamas in Fahrt, Heimathafen wurde Nassau.
Die Schwesterschiffe Serenade of the Seas und Brilliance of the Seas sind auch in europäischen Gewässern unterwegs.

## Maschinenanlage, Antrieb und Betriebstechnik
Der gesamte technische Schiffsbetrieb inklusive Navigation wird von einer sogenannten „integrierten Brückenanlage“ gesteuert und überwacht, die von Litton Marine Systems entwickelt und gebaut wurde.

### Energieversorgung
Die Radiance of the Seas ist mit einer turboelektrischen Maschinenanlage ausgestattet, bei der zwei Gasturbinen und eine Dampfturbine mit Generatoren gekoppelt sind, die das Schiff mit elektrischer Energie versorgen. Diese Kombination wird auch als COGAS-electric (für Combined Gas And Steam) bezeichnet. Die Gasturbinen des Typs General Electric LM2500+ erzeugen eine Wellenleistung von je 25 MW (ca. 34.100 WPS) und wurden auf der Basis des Strahltriebwerks General Electric CF6 entwickelt, das unter anderem auch für die Boeing 747 verwendet wird. Die Abwärme wird in Abgas-Dampferzeugern für die Erzeugung von Heißdampf genutzt, mit dem eine Dampfturbine von Fincantieri angetrieben wird, die weitere 7,66 MW (ca. 10.400 WPS) Wellenleistung bereitstellt. Mit dieser Technik kann der Gesamtwirkungsgrad der Maschinenanlage deutlich gesteigert werden. Darüber hinaus stehen zwei weitere Dieselgeneratorensätze (1× MAN B&W 18VP185, 1× Wärtsilä 16V38B) und ein Notstromaggregat (Mitsubishi S12R-MPTA) zur Verfügung.

### Antrieb und Manövrierhilfen
Die Radiance of the Seas wird von zwei im Heck eingebauten ABB-Propellergondeln angetrieben, die zum Steuern und Manövrieren um 360° gedreht werden können. Der Antrieb der nach vorn gerichteten Festpropeller (sogenannter Zugpropeller) erfolgt über Drehstrommotoren mit einer Leistung von jeweils 20 MW (circa 27.200 PS). Diese Antriebsart sorgt für geringste Geräusch- und Vibrationswerte an Bord.
Um das Manövrieren in Häfen und bei geringen Geschwindigkeiten zu erleichtern, sind drei Querstrahlsteueranlagen des Typs Kamewa TT 3000 CP – K11 im Bug eingebaut. Die Anlagen arbeiten mit Verstellpropellern, die während des Betriebs mit konstanter Drehzahl laufen und in Verbindung mit den Propellergondeln im Heck eine hohe Wendigkeit ermöglichen. Sie werden mit Joysticks bedient. Die Radiance of the Seas kann über ein Dynamic-Positioning-System (DP-System) gesteuert werden. Hierbei behält das Schiff die vorgegebene Position bei und ist in der Lage – anhand der definierten Position – automatisch an einem Pier anzulegen.

### Wasserversorgung
Das Trinkwasser an Bord der Radiance of the Seas wird über zwei Verdampfer und eine Umkehrosmoseanlage hergestellt. Mit dieser Aufbereitungsanlage können 1.580 m³ Trinkwasser pro Tag erzeugt werden, das Warmwasser wird über die Abwärme der Maschinenanlage bereitet. Das Kondensat der Klimaanlagen wird als Brauchwasser für die Wäscherei verwendet.
Das Abwasser wird über Rohre vier Vakuumanlagen zugeführt und anschließend in chemisch-mechanischen Aufbereitungsanlagen geklärt und entsorgt.

### Sicherheitseinrichtungen
Die Radiance of the Seas ist in sieben Hauptbrandabschnitte eingeteilt. Das Schiff ist mit vier Tenderbooten, 14 Rettungsbooten sowie zwei Schnellrettungsbooten („Mann-über-Bord-Boote“) ausgestattet. Zwei spezielle Notrutschen („Marine Evacuation Systems“) gewährleisten die im Notfall eine sehr schnelle Evakuierung.

## Ausstattung

### Kabinen
Die Radiance of the Seas verfügt über 1.056 Kabinen und Suiten verschiedener Kategorien. Von den 817 Außenkabinen bieten 577 einen eigenen Balkon. 15 Kabinen sind barrierefrei ausgebaut. Das Kabinenangebot umfasst eine „Royal Suite“ mit einer Fläche von rund 90 Quadratmetern, einer komplett verglasten Front und einer Badausstattung aus Marmor, sechs „Owner’s Suites“ und 17 „Balcony-Suites“. Alle Suiten sind mit einem Whirlpool ausgestattet. Die Grundfläche der Kabinen liegt zwischen ca. 14 und 29 Quadratmetern. Familienkabinen bieten Platz für bis zu acht Personen.

### Bordeinrichtungen
Der Mittelpunkt des Schiffes bildet das „Centrum“. Es erstreckt sich über neun Decks und wird von einer Glaskuppel abgeschlossen. Auf dem obersten Deck befinden sich die freischwebende „Crown and Anchor“-Plattform (Name angelehnt an das Firmenlogo) und eine neun Meter hohe Skulptur, die von Seilen gehalten wird. Vom „Centrum“ sind die verschiedenen Decks über insgesamt sechs Panoramaaufzüge erreichbar.
Das „Aurora“-Theater befindet sich im vorderen Teil des Schiffes, bietet Platz für circa 900 Zuschauer und ist mit modernster Bühnentechnik ausgestattet. Das Hauptrestaurant „Cascades“ ist in der Mitte des Schiffes angeordnet und hat auf zwei Decks Platz für 1.110 Gäste. Zwei angeschlossene kleinere Restaurantbereiche („Breakers“ und „Tide“) sind für private Veranstaltungen vorgesehen. Eine Besonderheit sind die sich automatisch nivellierenden Billardtische im „Bombay Billiards Club“. Aufgrund des Erfolges wurde diese Einrichtung auch auf anderen Schiffen der Reederei eingeführt.
Am Bug der Radiance of the Seas befindet sich ein Hubschrauberlandeplatz, der – sofern es die Wetterverhältnisse zulassen – auch als Aussichtsplattform für die Passagiere genutzt werden kann.